# Timothy Mellon

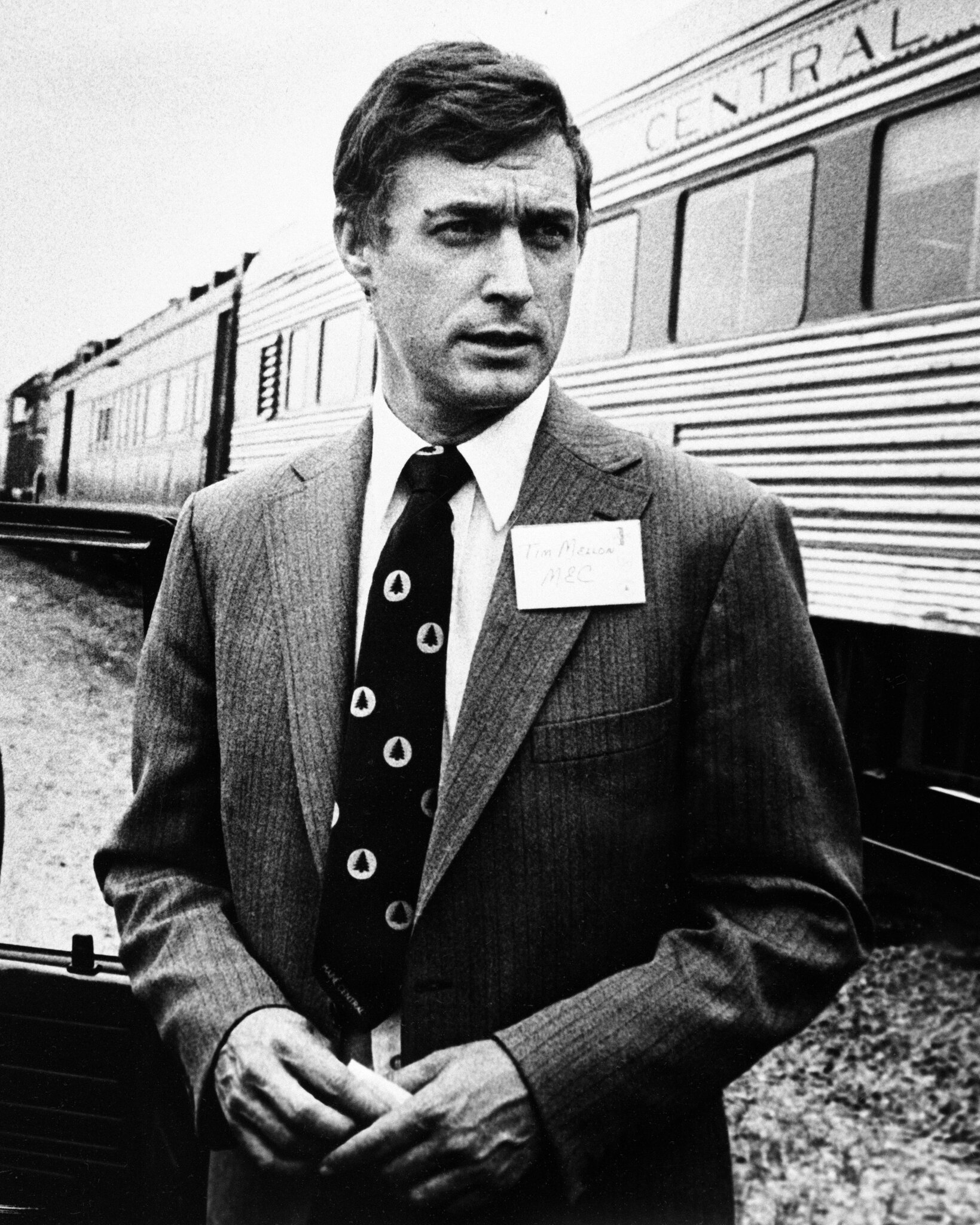
Timothy Mellon (1981)

Timothy Mellon (* 22. Juli 1942) ist ein US-amerikanischer Unternehmer und einer der Erben der Gründerfamilie der Mellon National Bank. Über die 1977 gegründete Holding Guilford Transportation Industries erwarb Mellon in den 1980er-Jahren mehrere Bahngesellschaften im Nordosten der USA, die zum Guilford Rail System kombiniert wurden. 2022 verkaufte Mellon die 1998 in Pan Am Railways umbenannte und zeitweise um Fluggesellschaften ergänzte Firmengruppe. 
Seit etwa 2018 ist Mellon einer der größten Einzelspender der Republikanischen Partei sowie insbesondere von Political Action Committees (PAC) mit verwandten Zielen. Im US-Präsidentschaftswahlkampf 2024 unterstützte Mellon durch Spenden an PAC sowohl die Kandidatur von Robert F. Kennedy Jr. mit 25 Millionen US-Dollar als auch die Kandidatur Donald Trumps mit mindestens 101,5 Millionen US-Dollar.

## Herkunft, Ausbildung
Timothy Mellon wurde am 22. Juli 1942 als zweites Kind von Paul Mellon und Mary Conover Mellon (geborene Brown) geboren und wuchs in Virginia auf. Als er vier Jahre alt war, starb seine Mutter am 11. Oktober 1946 an einem Asthmaanfall. Sein Vater heiratete 1948 Rachel Lambert Mellon. Timothy Mellon erhielt seine Schulausbildung an der Milton Academy, einer Privatschule in Milton nahe Boston.
Anfang der 1960er-Jahre begann Mellon ein Studium der Politikwissenschaft an der Yale University. Dort lernte er Susan Crawford Tracy kennen, die er am 8. Juni 1963 gegen den Willen seines Vaters heiratete. Nach einem Bachelorabschluss in Politikwissenschaft schloss Mellon sein Studium in der zweiten Hälfte der 1960er-Jahre mit einem Masterabschluss in Stadtplanung ab. Anschließend gründete er ein Unternehmen namens Vertical Systems, das durch Vermittlung von Großrechnerkapazitäten softwaregestützte Datenverarbeitung in seinem Studienfeld anbot.
Seit den 1960er-Jahren lebten Mellon und seine Frau in Guilford. Die Ehe endete vor 1990 und Timothy Mellon heiratete in den 1990er-Jahren Louise Whitney, mit der er jedoch spätestens 2017 nicht mehr liiert war. Aus beiden Ehen sind keine Nachkommen bekannt. In den 1990er-Jahren zog Mellon nach Lyme. 2005 verlegte Mellon seinen Wohnsitz von Connecticut auf eine Ranch nahe Laramie in Wyoming.

## Sachem Fund
Aus einem treuhänderisch verwalteten Erbteil ihres 1937 verstorbenen Großvaters Andrew W. Mellon hatten Timothy Mellon, seine Schwester und seine Cousine bei ihrer Geburt je 23 Millionen US-Dollar (etwa 443 Millionen US-Dollar gemäß Währungsniveau 2024) erhalten.
Mellon gründete 1969 mit Teilen seines Vermögens eine Stiftung namens Sachem Fund, die nach seinen Anweisungen Spenden an verschiedene Organisationen verteilte. In den ersten sieben Jahren zahlte die Stiftung 2,7 Millionen US-Dollar aus. Anfangs lag der Schwerpunkt auf der Unterstützung von Bürgerrechten, wie etwa der Durchsetzung der Grundrechte von Strafgefangenen oder der Verbesserung der Lebensbedingungen der Navajo. Im Laufe der 1970er-Jahre verschoben sich die Themen zu Transport- und Raumplanung. So übergab Mellon beispielsweise 1976 75.000 US-Dollar an den Bundesstaat Connecticut, damit dieser Bahngesellschaften im Bundesstaat unterstütze.
Von 1981 bis 2002 war Mellon ferner einer der Treuhänder der Andrew W. Mellon Foundation.

## Unternehmertum
Zusammen mit dem ebenfalls in Guilford ansässigen David Fink, der verschiedene Leitungspositionen bei der Pennsylvania Railroad und Penn Central Transportation bekleidet hatte, registrierte Mellon am 13. Mai 1977 in Durham (Connecticut) die Perma Treat Corporation. Das Unternehmen nahm wenig später die Produktion von hölzernen Bahnschwellen für die Consolidated Rail Corporation und andere Bahngesellschaften auf.
1977 gründeten Mellon und Fink die Holding Guilford Transportation Industries (GTI), die 1981 die Maine Central Railroad (MEC), 1983 die Boston and Maine Railroad (B&M) und 1984 die Delaware and Hudson Railway (D&H) erwarb. Die drei Bahngesellschaften wurden im Außenauftritt zum Guilford Rail System kombiniert. Der Kaufpreis von insgesamt 43 Millionen US-Dollar (etwa 130 Millionen US-Dollar gemäß Währungsniveau 2024) wurde zur Hälfte durch die Mellon National Bank finanziert, zur Hälfte durch Mellon aufgebracht.
Die B&M war von 1970 bis 1983 unter Insolvenzverwaltung betrieben worden und die beiden anderen Bahngesellschaften waren nur marginal profitabel. Durch Einsparungen und Aufgabe unwirtschaftlicher Unternehmensbereiche konnte GTI das Betriebsergebnis verbessern. Einige Maßnahmen führten jedoch zu intensiven Auseinandersetzungen zwischen GTI und den zuständigen Gewerkschaften. 1987 wurde der operative Betrieb von MEC und B&M mit rund 2000 Mitarbeitern durch eine kleine Tochterfirma der B&M, die Springfield Terminal Railway mit bislang 53 Mitarbeitern, übernommen, deren Tarifvertrag mit der United Transportation Union deutlich günstiger für GTI war. 1988 meldete die D&H, bei der die Betriebsübernahme durch die Springfield Terminal Railway von der zuständigen Aufsichtsbehörde untersagt wurde, Insolvenz an und wurde 1991 an die Canadian Pacific Railway verkauft.
1998 erwarb GTI die Namens- und Markenrechte der Pan American World Airways, die die GTI für eigene Fluggesellschaften, Pan Am Clipper und Pan Am Clipper Connections, nutzte. Im März 2006 wurde Guilford Transportation Industries in Pan Am Systems und Guilford Rail System in Pan Am Railways umbenannt. Der Flugbetrieb wurde hingegen ab 2005 eingeschränkt und musste 2008 ganz eingestellt werden. Von 1999 bis 2020 war Mellon selbst Eigentümer des General-Aviation-Flughafens Goodspeed Airport in East Haddam.
2022 wurde Pan Am Systems für 600 Millionen US-Dollar an CSX Transportation verkauft. Mellon erhielt als Hauptaktionär von Pan Am Systems einen signifikanten Teil des Kaufpreises. Forbes schätzte, dass sein zudem aus dem Erbe seines 1999 verstorbenen Vaters Paul Mellon angewachsenes Vermögen damit nahezu eine Milliarde US-Dollar erreicht habe.

## Wahlkampfspenden
Ab Anfang der 1980er-Jahre wandelten sich Mellons politische Ansichten. Die Sachem-Fund-Stiftung wurde in den frühen 1980er-Jahren aufgelöst; ihr verbliebenes Stiftungskapital wurde unter anderem der Heritage Foundation übergeben.
Seit 2008 spendet Mellon große Summen an Kandidaten der Republikanischen Partei und für Political Action Committees in deren Umfeld sowie für Organisationen mit ähnlichen Zielen. Bis Juli 2024 umfassten diese Spenden insgesamt rund 235 Millionen US-Dollar auf Bundesebene sowie mindestens 60 Millionen US-Dollar für Kandidaten und Organisationen aus einzelnen Bundesstaaten. So steuerte Mellon im August 2021 53 Millionen US-Dollar – 98 % des Gesamtbudgets – zu einem Fonds des Bundesstaats Texas bei, der die Grenzmauer zu Mexiko mitfinanzieren sollte.
Im Wahlkampf der Präsidentschaftswahl 2024 war Mellon der mit Abstand größte Geldgeber für das Super-PAC MAGA Inc., dem er bis September 2024 101,5 Millionen US-Dollar stiftete hatte – mit Stand Juli 2024 43 % und ab September 2024 mehr als die Hälfte des Budgets der Lobbygruppe, die für Donald Trump eintrat. Zugleich war Mellon mit Spenden in Höhe von 25 Millionen US-Dollar der größte Unterstützer des Super-PAC von Robert F. Kennedy Jr., der als parteiloser Kandidat in derselben Wahl antrat. Der Congressional Leadership Fund, der Kandidaten der Republikanischen Partei in Kongresswahlen unterstützt, erhielt Zuwendungen in Höhe von 50 Millionen US-Dollar, der Senate Leadership Fund 30 Millionen US-Dollar.